# Мокс, Рафал
Рафал Мокс (пол. Rafał Moks; 4 сентября 1986, Щецин, Польша — 18 ноября 2022) — профессиональный боец смешанного стиля из Польши, бывший чемпион M-1 Challenge в лёгком весе (2010 год). Всего на профессиональном уровне провёл 19 боёв, в которых одержал 11 побед и потерпел 8 поражений.

## Биография
Основным стилем для него являлось бразильское джиу-джитсу, выступал в среднем и полусреднем весе. Профессиональную карьеру в ММА начал в 2007 году. В основном выступал в Восточной и Западной Европе. 10 декабря на шоу М-1 в Москве Рафал Мокс стал чемпионом мира в среднем весе по версии М-1, победив в титульном бою Магомеда Султанахмедова болевым приемом в первом раунде.

## Начало карьеры
Дебютировал в ММА в 2007 году, имея неплохие навыки в бразильском джиу-джитсу, но по собственным словам, не имея никакого пояса, а тренируя лишь болевые и удушающие приемы. Мокс удачно дебютировал в ММА и первую победу одержал удушением в первом раунде на турнире Fight Club Berlin 10 в Берлине. Два следующих своих боя Рафал проиграл техническим нокаутом. Однако в четвёртом бою он очень уверенно победил словака Растислава Ханулая, удушив его со спины в первом раунде и с рекордом в 2 победы против 2 поражений был приглашен в М-1, для выступления в Гран При M-1 Selection в Западной Европе.

### M-1 Global
В феврале 2010 года с общим счетом 2-2 стартует в M-1 Selection Западная Европа в поединке против итальянца Сергея Попы и уверенно побеждает в первом раунде удушением со спины. Следующим соперником поляка стал хорват Даниэль Дзебик, и с ним Мокс справился также быстро и уверенно, задушив гильотиной в первом раунде.
В финале M-1 Selection Западная Европа Мокс встретился с турком Ахмедом Байраком. Бой прошёл всю отведенную дистанцию, и если в первом раунде турок выглядел предпочтительнее, то в двух оставшихся Рафал взял своё, одержав победу единогласным решением судей, и получил право биться за пояс чемпиона мира по версии М-1 в весовой категории до 84 кг.
Соперником Мокса в чемпионском бою стал опытный российский боец в этой весовой категории, победитель M-1 Selection Восточная Европа Магомед Султанахмедов (14-4). Незадолго до боя Рафал приболел и имел план на бой выиграть в первом раунде, так как мог бы и не достоять до конца боя. С первых секунд боя Мокс ринулся на противника, прошёл в ноги, удачно взял в захват голень Магомеда и провёл болевой прием. Бой был остановлен через 16 секунд после его начала. Мокс стал чемпионом мира по версии М-1 в среднем весе до 84 кг.

## Статистика в профессиональном ММА
| Результат | Рекорд | Соперник              | Способ                                    | Турнир                                      | Дата             | Раунд | Время | Место                 | Примечание                             |
| --------- | ------ | --------------------- | ----------------------------------------- | ------------------------------------------- | ---------------- | ----- | ----- | --------------------- | -------------------------------------- |
| Победа    | 11-8   | Роберт Радомски       | Решением (раздельным)                     | KSW 35 — Khalidov vs. Karaoglu              | 27 мая 2016      | 3     | 5:00  | Гданьск, Польша       |                                        |
| Поражение | 10-8   | Джим Уоллхед          | Техническим нокаутом (удары)              | KSW 32 — Road to Wembley                    | 31 октября 2015  | 2     | 2:26  | Лондон, Англия        |                                        |
| Поражение | 10-7   | Асламбек Саидов       | Решением (единогласным)                   | KSW 30 — Genesis                            | 21 февраля 2015  | 3     | 5:00  | Познань, Польша       |                                        |
| Победа    | 10-6   | Даниэль Акасио        | Сабмишном (удушение гильотиной)           | KSW 28 — Fighters' Den                      | 4 октября 2014   | 1     | 4:42  | Щецин, Польша         |                                        |
| Победа    | 9-6    | Луис Кадо             | Сабмишном (удушение гильотиной)           | KSW 25 — Khalidov vs. Sakurai               | 7 декабря 2013   | 1     | 1:35  | Вроцлав, Польша       |                                        |
| Победа    | 8-6    | Абусупиян Магомедов   | Сабмишном (удушение гильотиной)           | GMC 4 — Next Level                          | 6 июля 2013      | 1     | 2:53  | Херне, Германия       |                                        |
| Победа    | 7-6    | Марчин Нэрасзкзка     | Сабмишном (удушение гильотиной)           | KSW 22 — Pride Time                         | 16 марта 2013    | 1     | 3:01  | Варшава, Польша       |                                        |
| Поражение | 6-6    | Борис Манковски       | Решением (раздельным)                     | KSW 20 — Fighting Symphony                  | 15 сентября 2012 | 3     | 5:00  | Гданьск, Польша       |                                        |
| Поражение | 6-5    | Асламбек Саидов       | Решением (большинством судейских голосов) | KSW 17 — Revenge                            | 26 ноября 2011   | 2     | 5:00  | Лодзь, Польша         | Дебют в KSW.                           |
| Поражение | 6-4    | Ясубей Эномото        | Решением (большинством судейских голосов) | M-1 Global — M-1 Ukraine European Battle    | 4 июня 2011      | 3     | 5:00  | Киев, Украина         |                                        |
| Поражение | 6-3    | Рашид Магомедов       | Техническим нокаутом (удары)              | M-1 Challenge 23 — Guram vs. Grishin        | 5 марта 2011     | 1     | 2:05  | Москва, Россия        |                                        |
| Победа    | 6-2    | Магомед Султанахмедов | Сабмишном (скручивание пятки)             | M-1 Challenge 22 — Narkun vs. Vasilevsky    | 10 декабря 2010  | 1     | 0:17  | Москва, Россия        | Завоевал титул чемпиона M-1 Challenge. |
| Победа    | 5-2    | Ахмед Байрак          | Решением (единогласным)                   | M-1 Selection 2010 — Eastern Europe Finals  | 22 июля 2010     | 3     | 5:00  | Москва, Россия        |                                        |
| Победа    | 4-2    | Даниэль Дзебик        | Сабмишном (удушение гильотиной)           | M-1 Selection 2010 — Western Europe Round 3 | 29 мая 2010      | 1     | 4:56  | Хельсинки, Финляндия  |                                        |
| Победа    | 3-2    | Сергей Попа           | Сабмишном (удушение сзади)                | M-1 Selection 2010 — Western Europe Round 1 | 5 февраля 2010   | 1     | 4:13  | Хилверсюм, Нидерланды | Дебют в M-1.                           |
| Победа    | 2-2    | Растислав Ханулай     | Сабмишном (удушение сзади)                | FCB 14 — Fight Club Berlin 14               | 15 ноября 2009   | 1     | 0:00  | Берлин, Германия      |                                        |
| Поражение | 1-2    | Исмаил Цетинкая       | Техническим нокаутом (удары)              | FCB 12 — Fight Club Berlin 12               | 2 ноября 2008    | 1     | 2:15  | Берлин, Германия      |                                        |
| Поражение | 1-1    | Лешек Войтчик         | Техническим нокаутом (остановка углом)    | PF — Pro Fight 2                            | 25 ноября 2007   | 2     | 0:00  | Торунь, Польша        |                                        |
| Победа    | 1-0    | Абека Аффул           | Сабмишном                                 | FCB 10 — Fight Club Berlin 10               | 28 октября 2007  | 1     | 2:01  | Берлин, Германия      |                                        |